# 德克萨斯美洲鱥
德克萨斯美洲鱥（學名：Notropis amabilis），為輻鰭魚綱鯉形目雅羅魚科的其中一種，分布於北美洲美國德克薩斯州與墨西哥的科羅拉多河及格蘭德河流域，本魚體細長呈長橢圓形且側扁，眼大，口近下位，體背部褐色，身體及腹部銀白色，尾鰭叉形，體長可達6.2公分，棲息在水質清澈、水流快速、沙石底質的溪流及水潭，繁殖季在二月至九月，屬肉食性，以昆蟲為主，生活習性不明。